# Unicolax anonymous
Unicolax anonymous is een eenoogkreeftjessoort uit de familie van de Bomolochidae. De wetenschappelijke naam van de soort is voor het eerst geldig gepubliceerd in 1965 door Vervoort.